# Mrač
Mrač é uma comuna checa localizada na região da Boêmia Central, distrito de Benešov.

## Galeria

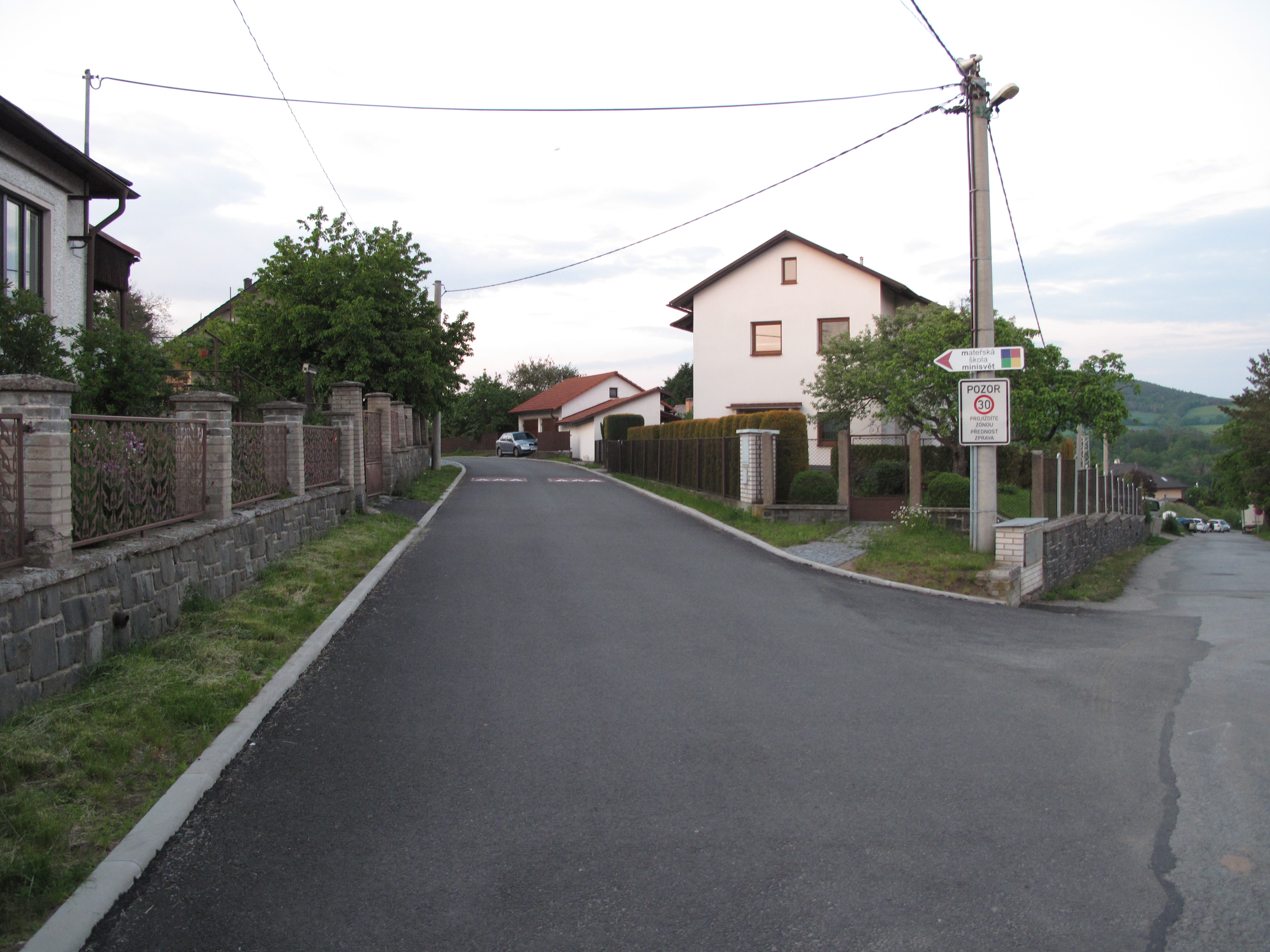
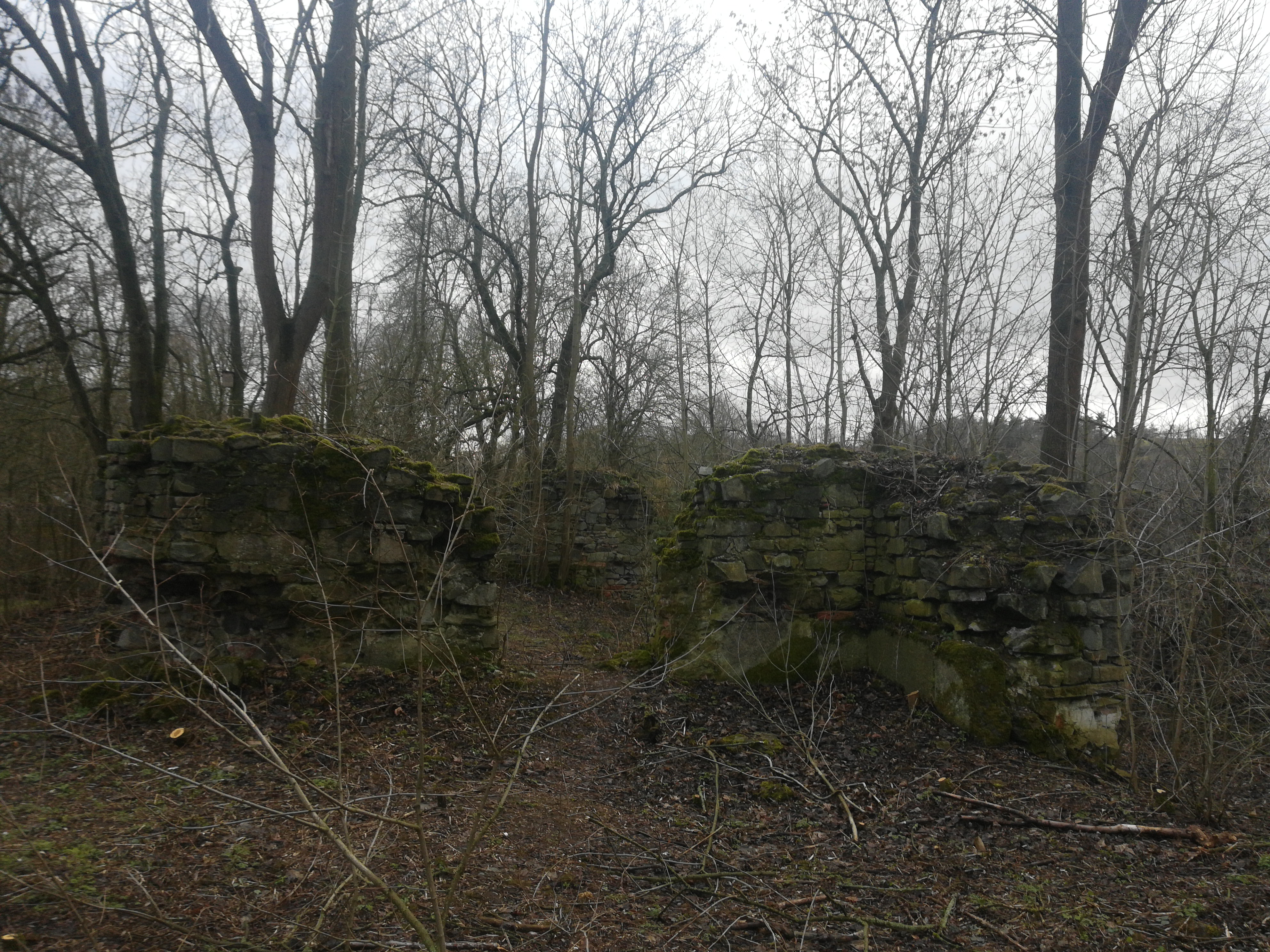
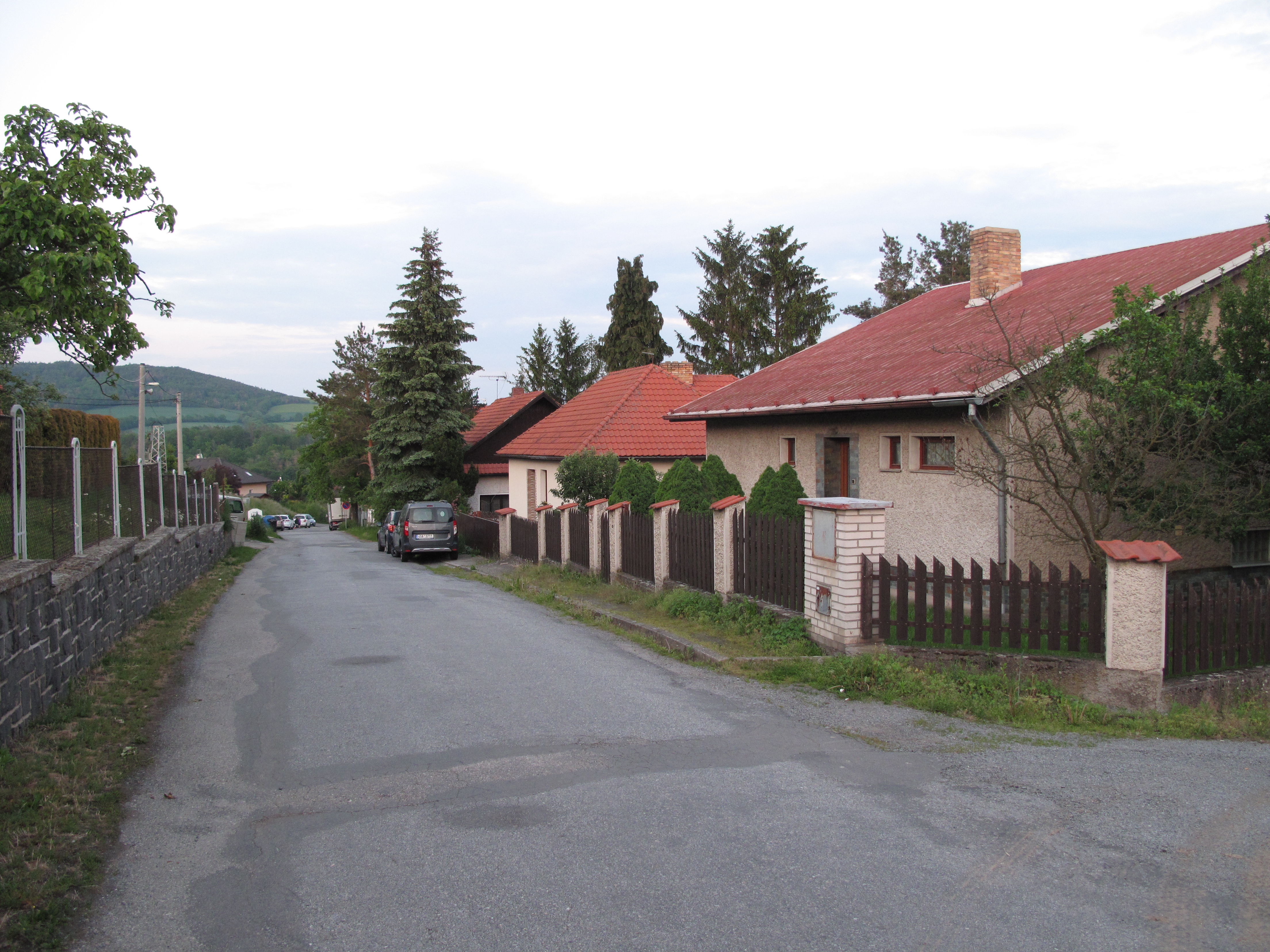